# Cultura Clóvis

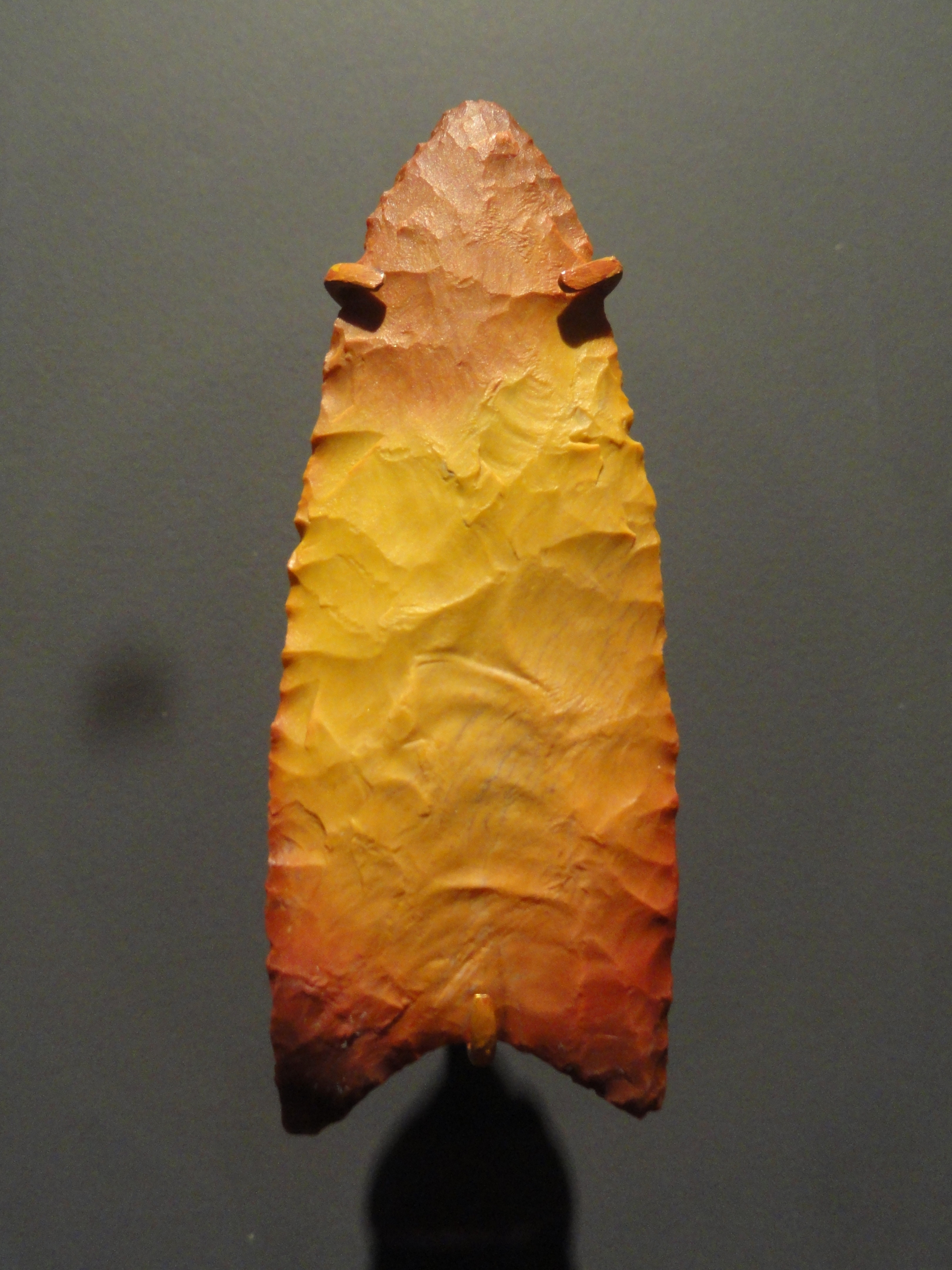
Vestígio da Cultura Clovis

A Cultura Clóvis é uma cultura pré-histórica da América que surgiu há cerca de 13 200-12 900 anos, no final da última Idade do Gelo. Chama-se assim por causa dos artefatos encontrados perto da cidade americana de Clovis, nos Estados Unidos. Esses artefatos passaram a ser chamados de “pontas de Clóvis”. O povo de Clóvis era considerado o mais antigo habitante do Novo Mundo. Contudo, essa visão tem sido contestada nos últimos trinta anos por várias descobertas que aparentam ser mais antigas.
Uma típica ponta de Clóvis é média a grande, pontuda e com extremidades afiadas. Os lados são paralelos e convexos e exibem pressão cuidadosa nas extremidades da lâmina. A área mais larga é aquela próxima à base, que é nitidamente côncava e com entalhes, também chamados de “sulcos”, removidos de um ou, mais comumente, ambos os lados da lâmina.
Até recentemente, a hipótese padrão era de que a cultura Clóvis correspondia à dos primeiros habitantes da América. Acreditava-se que os primeiros povos tinham cruzado o Estreito de Bering da Sibéria para o Alasca quando o nível do mar entre os continentes baixara, iniciando assim uma caminhada em direção ao sul do continente.
A cultura Clóvis foi substituída por diversas sociedades, mais localizadas regionalmente. Culturas pós-Clóvis incluem: a tradição Folsom, Gainey, Plainview-Goshen  e outras.
Depois do descobrimento de diversos sítios arqueológicos Clóvis no leste da América do Norte, durante 1930, o povo Clóvis foi considerado o primeiro grupo de habitantes humanos a criar uma cultura amplamente difundida pela América, sendo os ancestrais da maior parte dos povos indígenas da América. Contudo, diversos descobrimentos arqueológicos desde então têm servido para questionar a hipótese “Clóvis-first”. 

## Descrição

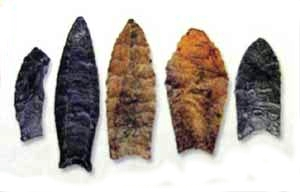
Vestígios da Cultura Clóvis

Por muitos anos, os povos Clovis foram considerados pioneiros no povoamento das Américas. Nesse contexto, acreditava-se que a dispersão humana para outras regiões do continente, bem como a produção de tecnologias posteriores, teriam se dado a partir de uma origem única. No entanto, a descoberta de sítios contendo artefatos anteriores à cultura Clovis na América do Sul e na própria América do Norte mudaram essa visão. Além disso, estudos genéticos indicam o povoamento do continente por populações humanas alguns milênios antes do estabelecimento do complexo Clovis.   
De fato, foram encontrados artefatos por todo o continente datando de há entre 14 e 15,5 mil anos. Com isso, torna-se evidente que o povoamento das Américas teve início anterior à chegada dos povos Clovis, há cerca de 13 mil anos. Além disso, as origens populacionais para esse povoamento também parecem estar associadas a eventos migratórios múltiplos. É refutada, então, a hipótese de que os diversos povos indígenas de Abya Yala – nome dado por povos originários ao território que compreende as Américas – teriam se originado a partir da dispersão das populações Clovis.
A cultura Clovis é reconhecida pela produção de ferramentas com características distintivas. Dentre elas, a ponta Clovis é considerada um elemento tecnológico diagnóstico. Este artefato consiste em uma ponta de lança com base côncava, trabalhada manualmente em ambas as suas faces. Ainda, diminuindo a espessura da base desses objetos, observam-se ranhuras típicas produzidas por lascamento.
A grande maioria dos artefatos Clovis já encontrados é feita de rochas como cherte, obsidiana e quartzito. Ferramentas produzidas a partir de ossos e marfim têm uma amostragem rara. Entretanto, deve-se levar em consideração o potencial de preservação de cada material. Nesse sentido, o uso de ossos para a produção de ferramentas nesse período pode ter sido mais expressiva do que aparenta. 
Apesar das evidências de sua coexistência  com representantes da megafauna extinta, não há indícios de uma especialização desses povos na caça desses animais. Em vez disso, a hipótese de um comportamento carniceiro por parte dessas comunidades parece mais provável. Isto é, a obtenção de recursos de origem animal se daria a partir de carcaças abandonadas por outros predadores. Dessa forma, uma possível contribuição desses povos para a extinção da megafauna local ainda é desconhecida e amplamente debatida. 

## Descoberta
Em 1929, Ridgely Whiteman descobriu o sítio Clovis perto do Blackwater Draw no leste do Novo México. A primeira evidência da presença de Clovis foi descoberta perto de Folsom, Novo México. Neste local eles encontraram a primeira ponta Folsom junto a ossos extintos de Bison antiquus, um parente extinto do bisão americano, e com a confirmação de presença humana no Pleistoceno, as buscas por evidências se intensificaram na região.
Apesar de várias descobertas paleo-indígenas anteriores, a evidência mais bem documentada do complexo de Clovis foi coletada e escavada entre 1932 e 1937, perto de Clovis, Novo México, por uma equipe sob a direção de Edgar Billings Howard até 1935 e mais tarde por John Cotter da Academia de Ciências Naturais. Ciência/Universidade da Pensilvânia. A equipe de Howard deixou sua escavação em Burnet Cave, Novo México, (o primeiro sítio de Clovis verdadeiramente escavado profissionalmente) em agosto de 1932, e visitou Whiteman e seu sítio de Blackwater Draw. Em novembro, Howard estava de volta ao Blackwater Draw para investigar descobertas adicionais de um projeto de construção.
O primeiro relatório de trabalho profissional no site Blackwater Draw Clovis foi publicado na edição de 25 de novembro da Science News (V22 #601) em 1932. Publicações sobre Burnet Cave e Blackwater Draw contradizem diretamente declarações de vários autores (por exemplo, veja Haynes 2002:56 The Early Settlement of North America) de que Dent, Colorado,  foi o primeiro sítio de Clovis escavado. O Dent Site, no Condado de Weld, Colorado, era simplesmente uma escavação fóssil de mamute em 1932. O primeira ponta Dent Clovis foi encontrada em 5 de novembro de 1932, enquanto a ponta Clovis da Caverna Burnet foi escavada no final de agosto de 1931 (e foi relatado no início de 1932).

## Desaparecimento
Existem diversas hipóteses para o desaparecimento da cultura Clovis, como o seu declínio associado à fase fria Younger Dryas, que durou cerca de 1.500 anos e atingiu a América do Norte. A grande quantidade de água fruto do derretimento do Lago Agassiz desembocando no Atlântico Norte pode ter interrompido a circulação termohalina. A hipótese do Impacto Younger Dryas, ou hipótese Clovis Comet, originalmente propôs que uma grande explosão de ar ou impacto na terra de um cometa ou cometas iniciou o período frio cerca de 12.900 AP anos . Mas, a maioria das descobertas originais não pôde ser replicada por outros cientistas e sua falta de evidências junto à pobre interpretação dos dados fez com ela fosse bastante criticada
Atualmente, a hipótese mais aceita para o desaparecimento da cultura Clovis está correlacionada ao desaparecimento da megafauna, combinado com um aumento geral em uma população menos móvel, o que ocasionou a diferenciação local de tradições nas Américas. Após esse período, as pontas Clovis foram substituídas por outras, como a cultura Folsom, na América do Norte e Central. 

## A hipóteseClovis First

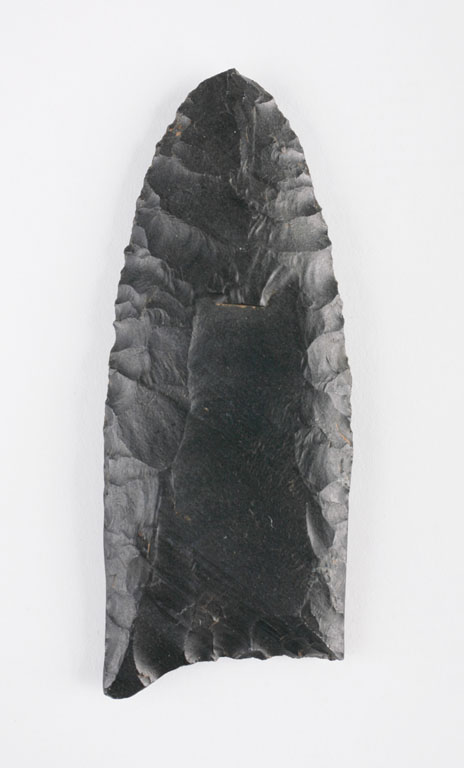
Vestígio da Cultura Clovis

Conhecida como Clóvis First, essa hipótese foi predominante entre os arqueólogos durante a segunda metade do século XX. De acordo com esse modelo, o povo Clóvis teriam sido os primeiros habitantes das Américas. Nesse sentido, o povo Clóvis teria atravessado o estreito de Bering da Sibéria ao Alasca durante o período da era do gelo em que o nível do mar estava mais baixo, e então seguido para o sul do continente através do “corredor livre de gelo”, no leste das Montanhas Rochosas do Canadá, conforme as geleiras recuaram. O principal apoio para essa hipótese é que nenhuma evidência sólida de habitação humana pré-Clovis havia sido encontrada até então.
A hipótese afirma que não havia humanos nas Américas antes da civilização Clóvis, que data de há 13 000 anos, e que a indústria lítica Clóvis é a tecnologia “mãe” de todos os demais artefatos encontrados no Novo Mundo.
Essa hipótese foi predominante desde que as primeiras evidências de presença humana nas Américas foram encontradas. Em 1926, Jesse Higgins, do Museu de História Nacional do Colorado, nos EUA, encontrou um artefato de pedra lascada em um sítio próximo de Folsom, Novo México, colhido junto de um esqueleto de bisão. Na época, isso não foi considerado uma evidência de ocupação humana, sendo confirmado apenas quando foram encontrados artefatos no sítio de Blackwater Draw, próximo a cidade de Clóvis, no Novo México, em 1932. O projeto foi coordenado por Edgar B. Howard, contando com o apoio institucional da Academia de Ciências Naturais da Philadelphia e do Museu da Universidade da Pennsylvania, bem como o apoio financeiro do Carnagie Institution de Washington DC. As pontas encontradas são hoje conhecidas como “pontas Clóvis”.  

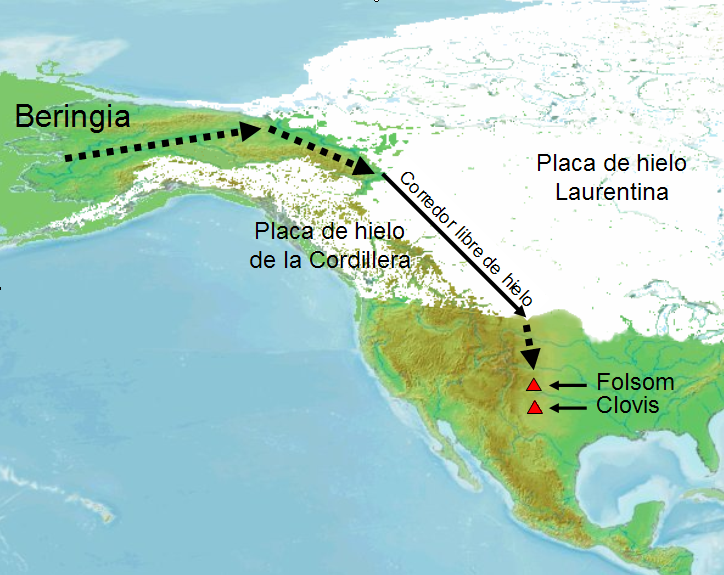
Rota migratória de povoamento da América

Os artefatos encontrados possuíam datação que coincidia com a abertura do “corredor livre de gelo” no norte do continente, há 13 000 anos antes do presente. Antes da abertura desse corredor, não era possível atravessar as geleiras. Porém, é necessário também considerar que mesmo após essa abertura, o corredor ainda era extenso por milhares de quilômetros de deserto Ártico. 
Essa hipótese continuou a ser apoiada após um estudo realizado pelo geocronologista C. Vance Haynes em 1964, que coletou e datou várias pontas Clóvis encontradas em sítios ao redor da América do Norte usando uma nova tecnologia de datação por carbono. Nenhum dos artefatos era mais velho que 12.000 anos, portanto, todos seriam de um tempo após a abertura do corredor de gelo na América do Norte, permitindo a passagem do Alasca, através do Canadá, para o restante das Américas (há 12.000-13.000 anos).
Contudo, estudos mais recentes trazem artefatos para provar a existência de presença humana mais antigas que aquelas associadas ao período Clóvis, de forma que a hipótese “Clóvis-first” não é a mais aceita hoje.

## Alternativas

Mapa da América mostrando sítios anteriores à Cultura Clóvis

Nos últimos anos, descobertas de sítios arqueológicos nas Américas com datação anterior a Clovis têm sugerido que a ocupação neste continente teve início mais cedo do que se esperava. Achados no sítio arqueológico de Monte Verde, no Chile, datados em radiocarbono e luminescência entre 18 000 e 14 000 anos-calendário antes do presente., sugerem que povos humanos já ocupavam a América do Sul aproximadamente 5 000 anos antes dos achados Clovis, que recentemente tiveram sua datação reavaliada entre 13.200 e 12.700 anos  Seguindo essa lógica, a população de Homo sapiens que colonizou as Américas teria entrado no continente ainda durante o último máximo glacial (UMG), quando ainda não existiria o corredor livre de gelo proposto pelo modelo Clovis. Por isso, os pesquisadores buscam outros modelos que expliquem como se deu o povoamento das Américas.
Um dos modelos mais aceitos sugere que uma população de H. sapiens proveniente da região siberiana atravessou a Beríngia, uma porção de terra que ligava a Ásia à América e existiu somente durante o Período Glacial, e se dirigiu em direção ao continente Americano tomando uma rota pela costa do Pacífico, com o uso de embarcações em uma espécie de navegação de cabotagem, com paradas na costa oeste da América do Norte, que foi sucedida por um movimento de adentramento do continente de oeste para leste. Novos estudos mostram que as geleiras da costa do Pacífico diminuíram consideravelmente há entre 19 000 e 15 000 anos, o que possibilitou que o litoral fosse habitat para mamíferos como ursos, que seriam possíveis fontes de alimento para as populações humanas que ali passavam.
Segundo Fagundes et al (2008), há entre 19 000 e 15 000 anos, a população-fundadora que tomou essa rota costeira experienciou um grande aumento populacional, o que condiz com a alta taxa de dispersão pelo continente, atingindo Monte Verde há 14,500 anos. Essa população passou a adentrar o continente possivelmente devido ao crescimento populacional e à consequente escassez de recursos na costa, e esse modelo de expansão pode ser usado para explicar o fato de os sítios mais antigos serem encontrados mais a oeste, enquanto os mais recentes estão mais a leste do continente sul americano. Após o fim do último máximo glacial, com o degelo, o nível do mar aumentou rapidamente há entre 18.000 e 10.000 anos, também contribuindo para impulsionar a migração para o leste. Atualmente, o nível do mar se encontra cerca de 120 metros mais alto do que no UMG, fazendo com que a dificuldade de buscar sítios arqueológicos que corroborem esse modelo seja agravada, visto que o local está submerso. Além de modelos que tentam explicar qual foi a rota e a técnica usada para a ocupação das Américas, outra linha de pesquisa se baseia no estudo da genética para tentar entender quantas populações fundadoras deram origem aos povos das Américas atuais, ou seja, quantas correntes migratórias para as Américas existiram. Um estudo de 2012 publicado na revista Nature propõe um modelo em que pelo menos três correntes migratórias vindas da Ásia, mais precisamente da Sibéria, teriam dado origem à população nativo-americana atual. A maior parte dessa população descenderia do que eles chamam de “Primeiros Americanos”, que teriam atravessado o estreito de Bering há mais de 15 000 anos. Outras duas ondas migratórias, mais recentes, mas vindas do mesmo lugar, teriam dado origem aos povos com línguas esquimó-aleútes, e aos povos Chipewyan com línguas Na-Dene, que habitam as porções mais ao norte da América do Norte.  Este modelo também corrobora uma expansão em direção ao sul usando a rota pela costa do Pacífico, propondo separações populacionais ao longo deste caminho, com pouco fluxo gênico entre essas populações após sua divergência.
Outro estudo, feito a partir de dados retirados de 86 genomas de DNA mitocondrial de nativos americanos, postula que todos os 5 principais haplogrupos de mtDNA presentes nas populações nativas americanas (A, B, C, D e X) estavam presentes em uma única população fundadora vinda da Ásia, o que refutaria a hipótese de que houve mais de uma corrente migratória na colonização do continente. Neste estudo, é notado que a frequência do haplogrupo X é baixa na população americana atual, assim como é quase ausente na população atual do leste asiático e da Sibéria. Porém, apesar de essas evidências poderem sugerir a existência de ondas migratórias que carregassem outro material genético, o estudo argumenta que é possível que esse haplogrupo seja ausente na população atual da Sibéria devido à deriva, que atinge mais fortemente haplogrupos mais raros, e que ele estaria presente na população fundadora assim como os demais haplogrupos (A-D).
O mesmo estudo faz referência a um modelo menos aceito, o Solutrense, que poderia ser invocado para explicar a ausência do haplogrupo X na população siberiana e sua presença na população norte-americana. Esse modelo propõe uma ligação entre a indústria lítica Solutrense, encontrada na região de Solutré, na França, e a cultura Clóvis, argumentando que as semelhanças entre essas duas tecnologias são “imensas”  .  A hipótese de que a população Solutrense teria viajado de barco pelo Atlântico e chegado até a costa leste da América do Norte é questionada por muitos pesquisadores por ser um desafio muito grande para os Homo sapiens de há 13.000 anos, que teriam que atravessar uma distância de milhares de quilômetros pelo mar. Esses pesquisadores ainda argumentam que a lacuna de 5000 anos entre os achados arqueológicos Solutrenses e os Clovis, além das diferenças técnicas entre essas duas culturas líticas, tornariam essa hipótese inviável.
Olhando por uma perspectiva morfológica, há ainda um outro modelo que postula a possibilidade de haver uma outra população fundadora para os americanos nativos da Amazônia, que carregariam informação genética de aborígenes australianos, de Papua-Nova Guiné e das Ilhas Andamão. Estudos da morfologia de esqueletos mais antigos encontrados na região amazônica mostram traços mais próximos daqueles dos atuais nativos da Austrália e Melanésia do que dos atuais nativos de outras partes da América Central e do Sul . Porém, as evidências desta hipótese são consideradas por alguns pesquisadores uma forma errônea de avaliar os dados genômicos, o que torna esse modelo bastante controverso.

## Sítios da Cultura Clóvis
Com o estabelecimento das técnicas de datação, o estrato arqueológico dos níveis de culturas de Clovis foi datado em 11 400 A.P. (Antes do Presente), e suas manifestações culturais passaram a ser encontradas em sítios de costa a costa da América do Norte, em latitudes desde o sul do Canadá até o centro da América Central.
As identificações vão do sul do Canadá ao noroeste da Venezuela (Pearson e Ream 2005), em um grande número de locais, que podem ser classificados em cinco grandes categorias: achados isolados (os mais numerosos), locais de matança de megafauna, esconderijos, acampamentos e pedreiras, que geralmente estão associadas a acampamentos.
Devido à sua extensão geográfica e à sua cronologia, os grupos de Clovis tinham uma grande mobilidade. Isso tem sido explicado pela sua variada alimentação e busca por grandes presas, revelando uma notável exploração do meio ambiente e uma prática ativa de coleta.
De todos os sítios paleoindígenas relatados entre Chiapas e Panamá, 20 foram associados à cultura Clovis. No entanto, apenas 5 sítios revelaram objetos diagnósticos deste complexo em escavações: Los Grifos, em Chiapas, México; Os Tapiales; Turrialba, na província de Cartago, Costa Rica; La Mula West e Los Vampiros, respectivamente nas províncias de Herrera e Coclé, Panamá. Em 6 locais, objetos de diagnóstico foram coletados durante os levantamentos: em Chajbal (Departamento de Quiché, Guatemala), Chujuyub (Departamento de Quiché, Guatemala), Piedra Parada (Departamento de Guatemala, Guatemala), Ladyville 1 (Distrito de Belize, Belize), Lago Arenal (província de Guanacaste, Costa Rica) e Nieto (província de Herrera, Panamá; Figura 5). Os outros artefatos da tradição de Clóvis foram descobertos sem controle arqueológico.

## Outros sítios
Abaixo estão listados alguns sítios relevantes para a discussão acerca das principais hipóteses envolvendo a cultura Clovis. A maioria deles está localizada em países da América Latina e compreende achados pré-Clovis, embasando o contraponto à hipótese Clovis First e ao modelo de dispersão de grupos humanos nas Américas a partir de uma única origem populacional.
Monte Verde
Artefatos de pedra e remanescentes faunais encontrados em Monte Verde, no Chile, indicam a presença de populações humanas no local anteriores a 14 mil anos antes do presente.
Pedra Furada
Evidências arqueológicas indicam diferentes ocupações humanas há entre 8000 e 24.000 anos no sítio de Pedra Furada, no Brasil.
Bluefish Caves
Marcas em ossadas de animais associadas à atividade humana encontradas no sítio de Bluefish Caves, no Canadá, datam de cerca de 14 mil anos antes do presente.
Lagoa Santa
Apesar de ser um dos fósseis humanos mais antigos já encontrados nas Américas, as datações mais recentes indicam que Luzia tenha vivido há cerca de 11 mil anos antes do presente. Esta data é posterior à atribuída ao povoamento pelos povos Clovis, há cerca de 13 mil anos antes do presente.
Taima-Taima e Muaco
Artefatos associados a remanescentes megafaunais apontam ocupação humana nos sítios de Taima-Taima e Muaco, na Venezuela, entre 19,810 e 15,780 anos antes do presente.
Page Ladson
Artefatos encontrados em um sítio arqueológico submerso na Flórida, Estados Unidos, são datados de 14 550 anos antes do presente, e constituem evidências de ocupação humana pré-Clovis na América do Norte.